# Entelle
Ne doit pas être confondu avec Atèle.
Taxons concernés
- Sous-famille concernée :
  - Colobinae
- Genres concernés:
  - Nasalis
  - Semnopithecus
  - Trachypithecus
- Espèces :
  - Voir textemodifier

Le terme entelle est le nom vernaculaire donné à des singes de la sous-famille des Colobinae, dont certains sont aussi appelés des langurs. Plusieurs sont sur la liste des espèces menacées d'extinction selon l'UICN.

## Étymologie et histoire du terme
Entelle est un nom masculin, on dira donc un entelle gris.
Entelle n'est pas un mot répertorié dans les dictionnaires anciens de langue française.
Le dictionnaire Larousse définit ces singes par leur habitat : « l'Inde et du Sud-Est asiatique », leur comportement « arboricole et mangeur de feuilles » et une particularité anatomique : un « estomac énorme et compartimenté ».
Une confusion est possible avec d'autres singes dont le nom est approchant, les Atèles.

## Noms français et noms scientifiques correspondants
Liste alphabétique des noms vulgaires ou des noms vernaculaires attestés en français.

Note : certaines espèces ont plusieurs noms et, les classifications évoluant encore, certains noms scientifiques ont peut-être un autre synonyme valide. En gras, les espèces les plus connues des francophones.
- Entelle - sans précision, l'espèce Semnopithecus entellus
- Entelle doré - Trachypithecus geei[4],[5]
- Entelle d'Hanuman - Semnopithecus entellus[4]
- Entelle des Indes - voir Entelle d'Hanuman[4]
- Entelle de Pagi ou Entelle de Pagai - Nasalis concolor[6]
- Entelle aux pieds noirs - Semnopithecus hypoleucos[6]
- Entelle pileux - Trachypithecus pileatus[4],[6]
- etc.

## Physiologie, comportement et écologie
Les caractéristiques générales des entelles sont celles des Colobinae, avec des nuances pour chaque espèce : voir les articles détaillés pour plus d'informations sur leur comportement ou leur physiologie respective.

### Caractéristiques communes
Les entelles sont des singes arboricoles qui se nourrissent de feuillage. On les trouve en Inde et dans le Sud-Est asiatique.